# Pyrinia helvaria
Pyrinia helvaria es una especie de polilla de la familia Geometridae. La especie fue descrita por primera vez por Gottlieb August Wilhelm Herrich-Schäffer habiendo sido descrita en 1854, con distribución en Surinam. Se han descrito especímenes en Panamá, Guayana Francesa y Ecuador.

## Descripción
Es una polilla de color amarillo. Las alas se ven cubiertas de negro, anteriormente marcada con dos manchas discales y una banda marginal atenuada anteriormente, que no alcanza el ápice y ennegrecidas. CUenta con tinción costal subapical blanquecina y ennegrecimiento de la fascia macular posterior.